# Can't Take Me Home
„Can't Take Me Home“ е дебютният студиен албум на американската поп изпълнителка Пинк, издаден през април 2000. Достига до 26-то място в класацията за албуми Билборд 200, като в САЩ са продадени 2 милиона копия и получава 2 пъти платинена сертификация. От албумът са издадени общо три сингъла „There You Go“, „Most Girls“ и „You Make Me Sick“.

## Списък с песни

### Оригинален траклист
1. „Split Personality“ – 4:01
2. „Hell wit Ya“ – 2:58
3. „Most Girls“ – 4:59
4. „There You Go“ – 3:23
5. „You Make Me Sick“ – 4:08
6. „Let Me Let You Know“ – 4:45
7. „Love Is Such a Crazy Thing“ – 5:14
8. „Private Show“ – 4:15
9. „Can't Take Me Home“ – 3:39
10. „Stop Falling“ – 5:51
11. „Do What U Do“ – 3:58
12. „Hiccup“ – 3:32
13. „Is It Love“ – 3:38

### Британско специално и дигитално разширено издание
1. „There You Go (Sovereign Mix)“ – 6:20
2. „Most Girls (X-Men вокален mix)“ – 4:53